# The Suburbs
The Suburbs – trzeci album kanadyjskiej grupy Arcade Fire, wydany w sierpniu 2010 roku przez Merge Records w USA.
Album zdobył 1. pozycję na listach albumów w USA i Wielkiej Brytanii, po raz pierwszy w historii zespołu. Dotarł też do pierwszych miejsc w Kanadzie i Irlandii.

## Geneza
Nazwa płyty pochodzi od inspiracji braci Wina i Willa Butlera, mieszkających w dzieciństwie na przedmieściach Houston.

## Recenzje
Album otrzymał pozytywne recenzje, zdobywając 87 punktów na 100 możliwych na stronie Metacritic. Zdobył Nagroda Grammy w kategorii Album of the Year w 2011 roku na 53. Gali Grammy oraz wygrał plebiscyt Polaris Music Prize. Został nazwany 4. i 11. najlepszym albumem 2010 roku kolejno przez Rolling Stone i Pitchfork Media.

## Lista utworów
Wszystkie utwory napisali i skomponowali Sarah Neufeld, Richard Reed Parry, Jeremy Gara, Win Butler, Will Butler, Régine Chassagne & Tim Kingsbury.
1. „The Suburbs” – 5:14
2. „Ready to Start” – 4:15
3. „Modern Man” – 4:39
4. „Rococo” – 3:56
5. „Empty Room” – 2:51
6. „City with No Children” – 3:11
7. „Half Light I” – 4:13
8. „Half Light II (No Celebration)” – 4:25
9. „Suburban War” – 4:45
10. „Month of May” – 3:50
11. „Wasted Hours” – 3:20
12. „Deep Blue” – 4:28
13. „We Used to Wait” – 5:01
14. „Sprawl I (Flatland)” – 2:54
15. „Sprawl II (Mountains Beyond Mountains)” – 5:25
16. „The Suburbs (continued)” – 1:27

### Utwory dodatkowe na edycji deluxe
1. „Culture War” 5:23
2. „Speaking in Tongues” (feat. David Byrne) 3:51
3. „Ready to Start” (remix by Damian Taylor & Arcade Fire) 7:53
4. „Sprawl I Demo” 2:54

## Personel

### Arcade Fire
- Win Butler (Gitara / wokal / bas / Instrumenty klawiszowe)
- Will Butler
- Régine Chassagne (Instrumenty klawiszowe / wokal i chórki / ksylofon / perkusja)
- Richard Parry (Gitara / perkusja / chórki / instrumenty klawiszowe)
- Tim Kingsbury (Bas / chórki / gitara)
- Will Butler (Perkusja / gitara / bas / chórki)
- Sarah Neufeld (Skrzypce / chórki)
- Jeremy Gara (Perkusja / gitara / chórki)

### Pozostały personel
- Instrumenty strunowe: Sarah Neufeld, Owen Pallett, Richard Reed Parry i Marika Shaw
- Dodatkowe instrumenty strunowe: Clarice Jensen, Nadia Sirota, Yuki Numata, Caleb Burhans, Ben Russell and Rob Moose
- Colin Stetson – saksofon (utwory 9, 13 & 15)
- Pietro Amato – róg francuski (utwory 13 & 15)

### Personel techniczny
- Owen Pallett – aranżacja instrumentów smyczkowych
- Markus Dravs – koprodukcja
- Mark Lawson – nagrywanie
- Craig Silvey – miksowanie
- Nick Launay – dodatkowe miksowanie (utwory 2, 4 & 15)
- Marcus Paquin, Don Murnaghan, Noah Goldstein – dodatkowe nagrywanie
- Brian Thorn – asystent (Magic Shop)
- Brad Bell – asystent (Public Hi-Fi)
- Adam Greenspan – asystent

- Caroline Robert – projekt grafiki
- Vincent Morisset – dyrektor artystyczny
- Gabriel Jones – fotografia (asystenci: Joey Matthews & Stephane Fiore)

## Pozycje na listach
| Notowanie (2010)                | Pozycja |
| ------------------------------- | ------- |
| Australian Albums Chart         | 6       |
| Belgian Albums Chart (Flandria) | 1       |
| Belgian Albums Chart (Walonia)  | 4       |
| Canadian Albums Chart           | 1       |
| Dutch Albums Chart              | 4       |
| Finland's Official List         | 5       |
| German Albums Chart             | 4       |
| Irish Albums Chart              | 1       |
| Italian Albums Chart            | 17      |
| New Zealand Albums Chart        | 3       |
| Norwegian Albums Chart          | 1       |
| Portuguese Albums Chart         | 1       |
| Spanish Albums Chart            | 2       |
| Swedish Albums Chart            | 8       |
| UK Albums Chart                 | 1       |
| Billboard 200                   | 1       |